# R.B. Costa
R.B. Costa – portugalski rugbysta, dwukrotny reprezentant Portugalii w rugby union mężczyzn.
Jego pierwszym meczem w reprezentacji było spotkanie z Hiszpanią, które zostało rozegrane 23 marca 1969 w Barreiro. Ostatni raz w reprezentacji zagrał 20 kwietnia 1969 w Casablance, kiedy to jego reprezentacja podejmowała drużynę Maroko.